# Нукуини
Нукуини (Nukini, Nukuini, Nuquini) — мёртвый индейский язык, который относится к группе амавак-жаминава паноанской подсемьи пано-таканской языковой семьи, который раньше был распространён у реки Журуа (от верха реки Мона к реке Сунгару) на северо-западе штата Акри в Бразилии. В трёх поколениях используется португальский язык. Имеет диалект куянава.